# Dystrykt Loralai
Dystrykt Loralai (urdu: ضلع لورالائی) – dystrykt w południowo-zachodnim Pakistanie w prowincji Beludżystan. W 1998 roku liczył 297 555 mieszkańców (z czego 53,16% stanowili mężczyźni) i obejmował 40 073 gospodarstw domowych. Siedzibą administracyjną dystryktu jest Loralai.